# Gare de Minami-Ōtsuka
La gare de Minami-Ōtsuka (南大塚駅, Minami-Ōtsuka-eki) est une gare ferroviaire de la ville de Kawagoe, dans la préfecture de Saitama au Japon. Elle est exploitée par la compagnie Seibu.

## Situation ferroviaire
La gare de Minami-Ōtsuka est située au point kilométrique (PK) 43,9 de la ligne Seibu Shinjuku.

## Histoire
La gare a été inaugurée le 14 novembre 1897.

## Services aux voyageurs

### Accès et accueil
La gare dispose d'un bâtiment voyageurs, avec guichet, ouvert tous les jours.

### Desserte
- Ligne Seibu Shinjuku :
  - voie 1 : direction Tokorozawa et Seibu-Shinjuku
  - voie 2 : direction Hon-Kawagoe